# گوش‌خراش سرحنایی
گوش‌خراش سرحنایی (نام علمی: Ortalis erythroptera) گونه‌ای از پرندگان تیرهٔ گوش‌خراشان (Cracidae) شامل گوش‌خراش‌ها، گوانها و کاکل‌فری‌ها است که در کلمبیا، اکوادور و پرو یافت می‌شود.